# Jugador Mundial de la FIFA
El Jugador Mundial de la FIFA (en inglés: FIFA World Player of the Year) fue un premio individual que la Federación Internacional de Fútbol Asociación (FIFA) decidió instaurar en 1991 con la finalidad de reconocer al mejor jugador y jugadora del mundo de cada año. Pese a ello, el premio continuó el establecido en 1988 por la Federación Internacional de Historia y Estadística de Fútbol (IFFHS) —organismo colaborador de la FIFA— y que fue reemplazado tras tres ediciones.
En 2010, la FIFA y el grupo editorial Amaury, propietaria del diario deportivo France Football, llegaron a un acuerdo mediante el cual los trofeos FIFA World Player y el Balón de Oro pasaron a formar un solo galardón que llevó el nombre de FIFA Balón de Oro (en francés: FIFA Ballon d'Or).
En 2016, tras desaparecer el FIFA Balón de Oro, cada entidad continuó entregando sus propios premios a los mejores del mundo en cuanto a fútbol se refiere. Continuó así France Football con su antiguo Balón de Oro, y la FIFA creando un nuevo premio, el The Best FIFA, sucesor histórico del Jugador Mundial FIFA.
El Jugador Mundial de la FIFA se decidía por las votaciones de los capitanes y entrenadores de todas las selecciones nacionales de federaciones afiliadas a la FIFA en los cinco continentes. Cada capitán y seleccionador votaba a tres jugadores, otorgándole tres puntos al primer clasificado, dos al segundo y uno al tercero, con la única condición de no poder votar a un jugador de la misma selección nacional a la que representaba. A la hora de votar se tenían en cuenta los méritos contraídos por los jugadores tanto en la trayectoria llevada a cabo con sus clubes, como con sus selecciones nacionales. Tras el recuento de todos los votos, la FIFA convocaba a los tres primeros clasificados masculinos y a las tres femeninas a una gala que tiene lugar en Zúrich (Suiza) a mediados de diciembre. En esa gala se desvelaba el orden final de las votaciones y se hacía entrega de los premios.
Pese a que eran elegibles al premio jugadores de todas las ligas del mundo, en las 19 ediciones celebradas desde 1991 hasta 2009, el podio siempre lo ocuparon jugadores que militaban en clubes europeos, especialmente de las ligas española, inglesa e italiana.

## Historial
Nota: Nombres y banderas según la época.

### Masculino
| \| Edición \| Primero \| Segundo \| Tercero \| \| Edición \| IFFHS World Player \| IFFHS World Player \| IFFHS World Player \| \| -------------------------------------------------------------------------------------------------------------------------------------- \| ------------------------------------------- \| -------------------------------------------- \| ---------------------------------------------------------------- \| \| 1988 \| Marco van Basten (A. C. Milan) \| \| \| \| 1989 \| Marco van Basten (A. C. Milan) \| \| \| \| 1990 \| Lothar Matthäus (F. C. Internazionale) \| \| \| \| \| FIFA World Player \| \| \| \| 1991 \| Lothar Matthäus (F. C. Internazionale) \| Jean-Pierre Papin (Olympique de Marseille) \| Gary Lineker (Tottenham Hotspur F. C.) \| \| 1992 \| Marco Van Basten (A. C. Milan) \| Hristo Stoichkov (F. C. Barcelona) \| Thomas Häßler (A. S. Roma) \| \| 1993 \| Roberto Baggio (Juventus F. C.) \| Romário da Souza (F. C. Barcelona)[n. 1] \| Dennis Bergkamp (F. C. Internazionale)[n. 2] \| \| 1994 \| Romário da Souza (F. C. Barcelona) \| Hristo Stoichkov (F. C. Barcelona) \| Roberto Baggio (Juventus F. C.) \| \| 1995 \| George Weah (A. C. Milan)[n. 3] \| Paolo Maldini (A. C. Milan) \| Jürgen Klinsmann (F. C. Bayern)[n. 4] \| \| 1996 \| Ronaldo (F. C. Barcelona)[n. 5] \| George Weah (A. C. Milan) \| Alan Shearer (Newcastle United F. C.)[n. 6] \| \| 1997 \| Ronaldo (F. C. Internazionale)[n. 7] \| Roberto Carlos (Real Madrid C. F.) \| Zinedine Zidane (Juventus F. C.) Dennis Bergkamp (Arsenal F. C.) \| \| 1998 \| Zinedine Zidane (Juventus F. C.) \| Ronaldo (F. C. Internazionale) \| Davor Šuker (Real Madrid C. F.) \| \| 1999 \| Rivaldo (F. C. Barcelona) \| David Beckham (Manchester United F. C.) \| Gabriel Batistuta (A. C. F. Fiorentina) \| \| 2000 \| Zinedine Zidane (Juventus F. C.) \| Luís Figo (Real Madrid C. F.)[n. 8] \| Rivaldo (F. C. Barcelona) \| \| 2001 \| Luís Figo (Real Madrid C. F.) \| David Beckham (Manchester United F. C.) \| Raúl González (Real Madrid C. F.) \| \| 2002 \| Ronaldo (Real Madrid C. F.)[n. 9] \| Oliver Kahn (F. C. Bayern) \| Zinedine Zidane (Real Madrid C. F.) \| \| 2003 \| Zinedine Zidane (Real Madrid C. F.) \| Thierry Henry (Arsenal F. C.) \| Ronaldo (Real Madrid C. F.) \| \| 2004 \| Ronaldinho (F. C. Barcelona) \| Thierry Henry (Arsenal F. C.) \| Andriy Shevchenko (A. C. Milan) \| \| 2005 \| Ronaldinho (F. C. Barcelona) \| Frank Lampard (Chelsea F. C.) \| Samuel Eto'o (F. C. Barcelona) \| \| 2006 \| Fabio Cannavaro (Real Madrid C. F.) \| Zinedine Zidane (Real Madrid C. F.) \| Ronaldinho (F. C. Barcelona) \| \| 2007 \| Kaká (A. C. Milan) \| Lionel Messi (F. C. Barcelona ) \| Cristiano Ronaldo (Manchester United F. C.) \| \| 2008 \| Cristiano Ronaldo (Manchester United F. C.) \| Lionel Messi (F. C. Barcelona) \| Fernando Torres (Liverpool F. C.) \| \| 2009 \| Lionel Messi (F. C. Barcelona) \| Cristiano Ronaldo (Real Madrid C. F.)[n. 10] \| Xavi Hernández (F. C. Barcelona) \| \| Desde 2010 y hasta 2015 se entregaba en su lugar el premio FIFA Balón de Oro, fusión del Balón de Oro y del Jugador Mundial de la FIFA \| \| \| \| \| Desde 2016 se entrega en su lugar el Premio The Best FIFA, sucesor histórico del Jugador Mundial de la FIFA \| \| \| \| |                                             |                                            |                                                                  |
| Edición | Primero                                     | Segundo                                    | Tercero                                                          |
| Edición | IFFHS World Player                          |                                            |                                                                  |
| 1988 | Marco van Basten (A. C. Milan)              |                                            |                                                                  |
| 1989 | Marco van Basten (A. C. Milan)              |                                            |                                                                  |
| 1990 | Lothar Matthäus (F. C. Internazionale)      |                                            |                                                                  |
| | FIFA World Player                           |                                            |                                                                  |
| 1991 | Lothar Matthäus (F. C. Internazionale)      | Jean-Pierre Papin (Olympique de Marseille) | Gary Lineker (Tottenham Hotspur F. C.)                           |
| 1992 | Marco Van Basten (A. C. Milan)              | Hristo Stoichkov (F. C. Barcelona)         | Thomas Häßler (A. S. Roma)                                       |
| 1993 | Roberto Baggio (Juventus F. C.)             | Romário da Souza (F. C. Barcelona)         | Dennis Bergkamp (F. C. Internazionale)                           |
| 1994 | Romário da Souza (F. C. Barcelona)          | Hristo Stoichkov (F. C. Barcelona)         | Roberto Baggio (Juventus F. C.)                                  |
| 1995 | George Weah (A. C. Milan)                   | Paolo Maldini (A. C. Milan)                | Jürgen Klinsmann (F. C. Bayern)                                  |
| 1996 | Ronaldo (F. C. Barcelona)                   | George Weah (A. C. Milan)                  | Alan Shearer (Newcastle United F. C.)                            |
| 1997 | Ronaldo (F. C. Internazionale)              | Roberto Carlos (Real Madrid C. F.)         | Zinedine Zidane (Juventus F. C.) Dennis Bergkamp (Arsenal F. C.) |
| 1998 | Zinedine Zidane (Juventus F. C.)            | Ronaldo (F. C. Internazionale)             | Davor Šuker (Real Madrid C. F.)                                  |
| 1999 | Rivaldo (F. C. Barcelona)                   | David Beckham (Manchester United F. C.)    | Gabriel Batistuta (A. C. F. Fiorentina)                          |
| 2000 | Zinedine Zidane (Juventus F. C.)            | Luís Figo (Real Madrid C. F.)              | Rivaldo (F. C. Barcelona)                                        |
| 2001 | Luís Figo (Real Madrid C. F.)               | David Beckham (Manchester United F. C.)    | Raúl González (Real Madrid C. F.)                                |
| 2002 | Ronaldo (Real Madrid C. F.)                 | Oliver Kahn (F. C. Bayern)                 | Zinedine Zidane (Real Madrid C. F.)                              |
| 2003 | Zinedine Zidane (Real Madrid C. F.)         | Thierry Henry (Arsenal F. C.)              | Ronaldo (Real Madrid C. F.)                                      |
| 2004 | Ronaldinho (F. C. Barcelona)                | Thierry Henry (Arsenal F. C.)              | Andriy Shevchenko (A. C. Milan)                                  |
| 2005 | Ronaldinho (F. C. Barcelona)                | Frank Lampard (Chelsea F. C.)              | Samuel Eto'o (F. C. Barcelona)                                   |
| 2006 | Fabio Cannavaro (Real Madrid C. F.)         | Zinedine Zidane (Real Madrid C. F.)        | Ronaldinho (F. C. Barcelona)                                     |
| 2007 | Kaká (A. C. Milan)                          | Lionel Messi (F. C. Barcelona )            | Cristiano Ronaldo (Manchester United F. C.)                      |
| 2008 | Cristiano Ronaldo (Manchester United F. C.) | Lionel Messi (F. C. Barcelona)             | Fernando Torres (Liverpool F. C.)                                |
| 2009 | Lionel Messi (F. C. Barcelona)              | Cristiano Ronaldo (Real Madrid C. F.)      | Xavi Hernández (F. C. Barcelona)                                 |
| Desde 2010 y hasta 2015 se entregaba en su lugar el premio FIFA Balón de Oro, fusión del Balón de Oro y del Jugador Mundial de la FIFA |                                             |                                            |                                                                  |
| Desde 2016 se entrega en su lugar el Premio The Best FIFA, sucesor histórico del Jugador Mundial de la FIFA |                                             |                                            |                                                                  |

### Femenino
| \| Edición \| Primera \| Segunda \| Tercera \| \| \| -------------------------------------------------------------------------------------------------------------------------------------- \| --------------------------------- \| --------------------------------- \| ---------------------------------- \| ---------------------- \| \| Edición \| 2001 \| Mia Hamm (Washington Freedom) \| Fatmire Bajramaj (New York Power) \| Sun Wen (Atlanta Beat) \| \| 2002 \| Mia Hamm (Washington Freedom) \| Birgit Prinz (F. F. C. Fráncfort) \| Sun Wen (Atlanta Beat) \| \| \| 2003 \| Birgit Prinz (F. F. C. Fráncfort) \| Mia Hamm (Washington Freedom) \| Hanna Ljungberg (Umeå I. K.) \| \| \| 2004 \| Birgit Prinz (F. F. C. Fráncfort) \| Mia Hamm (Washington Freedom) \| Marta (Umeå I. K.) \| \| \| 2005 \| Birgit Prinz (F. F. C. Fráncfort) \| Marta (Umeå I. K.) \| Shannon Boxx (F. F. C. Fráncfort) \| \| \| 2006 \| Marta (Umeå I. K.) \| Kristine Lilly (KIF Örebro DFF) \| Renate Lingor (F. F. C. Fráncfort) \| \| \| 2007 \| Marta (Umeå I. K.) \| Birgit Prinz (F. F. C. Fráncfort) \| Cristiane (VfL Wolfsburgo) \| \| \| 2008 \| Marta (Umeå I. K.) \| Birgit Prinz (F. F. C. Fráncfort) \| Cristiane (Corinthians) \| \| \| 2009 \| Marta (Santos F. C.) \| Birgit Prinz (F. F. C. Fráncfort) \| Kelly Smith (Boston Breakers) \| \| \| Desde 2010 y hasta 2015 se entregaba en su lugar el premio FIFA Balón de Oro, fusión del Balón de Oro y del Jugador Mundial de la FIFA \| \| \| \| \| \| Desde 2016 se entrega en su lugar el Premio The Best FIFA, sucesor histórico del Jugador Mundial de la FIFA \| \| \| \| \| |                                   |                                   |                                    |                        |
| Edición | Primera                           | Segunda                           | Tercera                            |                        |
| Edición | 2001                              | Mia Hamm (Washington Freedom)     | Fatmire Bajramaj (New York Power)  | Sun Wen (Atlanta Beat) |
| 2002 | Mia Hamm (Washington Freedom)     | Birgit Prinz (F. F. C. Fráncfort) | Sun Wen (Atlanta Beat)             |                        |
| 2003 | Birgit Prinz (F. F. C. Fráncfort) | Mia Hamm (Washington Freedom)     | Hanna Ljungberg (Umeå I. K.)       |                        |
| 2004 | Birgit Prinz (F. F. C. Fráncfort) | Mia Hamm (Washington Freedom)     | Marta (Umeå I. K.)                 |                        |
| 2005 | Birgit Prinz (F. F. C. Fráncfort) | Marta (Umeå I. K.)                | Shannon Boxx (F. F. C. Fráncfort)  |                        |
| 2006 | Marta (Umeå I. K.)                | Kristine Lilly (KIF Örebro DFF)   | Renate Lingor (F. F. C. Fráncfort) |                        |
| 2007 | Marta (Umeå I. K.)                | Birgit Prinz (F. F. C. Fráncfort) | Cristiane (VfL Wolfsburgo)         |                        |
| 2008 | Marta (Umeå I. K.)                | Birgit Prinz (F. F. C. Fráncfort) | Cristiane (Corinthians)            |                        |
| 2009 | Marta (Santos F. C.)              | Birgit Prinz (F. F. C. Fráncfort) | Kelly Smith (Boston Breakers)      |                        |
| Desde 2010 y hasta 2015 se entregaba en su lugar el premio FIFA Balón de Oro, fusión del Balón de Oro y del Jugador Mundial de la FIFA |                                   |                                   |                                    |                        |
| Desde 2016 se entrega en su lugar el Premio The Best FIFA, sucesor histórico del Jugador Mundial de la FIFA |                                   |                                   |                                    |                        |

## Palmarés masculino
Un total de 14 futbolistas distintos han conseguido proclamarse vencedores, siendo cinco de ellos los únicos que han conseguido lograrlos más de una vez, y doce los que consiguieron ganarlo y aparecer al menos una vez más entre los tres mejores. En la edición de 1997 hubo cuatro jugadores galardonados, ya que hubo empate a puntos entre alguno de los tres primeros puestos finales. Las federación de Brasil dominó el palmarés con ocho vencedores, siendo también quienes más jugadores distintos aportó con cinco.
Zinedine Zidane fue el jugador que más podios logró con seis entre los 34 que alguna vez coparon un puesto del podio final.
Nota: en negrita ediciones ganadas. En cursiva ediciones finalista.
| Jugador           | 1.º | 2.º | 3.º | Total podios | Notas |
| ----------------- | --- | --- | --- | ------------ | ----- |
| Zinedine Zidane   | 3   | 1   | 2   | 6            |       |
| Ronaldo           | 3   | 1   | 1   | 5            |       |
| Marco van Basten  | 3   | –   | –   | 3            |       |
| Ronaldinho        | 2   | –   | 1   | 3            |       |
| Lothar Matthäus   | 2   | –   | –   | 2            |       |
| Lionel Messi      | 1   | 2   | –   | 3            |       |
| Cristiano Ronaldo | 1   | 1   | 1   | 3            |       |
| George Weah       | 1   | 1   | –   | 2            |       |
| Luís Figo         | 1   | 1   | –   | 2            |       |
| Romário           | 1   | 1   | –   | 2            |       |
| Roberto Baggio    | 1   | –   | 1   | 2            |       |
| Rivaldo           | 1   | –   | 1   | 2            |       |
| Fabio Cannavaro   | 1   | –   | –   | 1            |       |
| Kaká              | 1   | –   | –   | 1            |       |
| Hristo Stoichkov  | –   | 2   | –   | 2            |       |
| David Beckham     | –   | 2   | –   | 2            |       |
| Thierry Henry     | –   | 2   | –   | 2            |       |
| Dennis Bergkamp   | –   | –   | 2   | 2            |       |
| Jean-Pierre Papin | –   | 1   | –   | 1            |       |
| Paolo Maldini     | –   | 1   | –   | 1            |       |
| Roberto Carlos    | –   | 1   | –   | 1            |       |
| Oliver Kahn       | –   | 1   | –   | 1            |       |
| Frank Lampard     | –   | 1   | –   | 1            |       |
| Gary Lineker      | –   | –   | 1   | 1            |       |
| Thomas Hässler    | –   | –   | 1   | 1            |       |
| Jürgen Klinsmann  | –   | –   | 1   | 1            |       |
| Alan Shearer      | –   | –   | 1   | 1            |       |
| Davor Šuker       | –   | –   | 1   | 1            |       |
| Gabriel Batistuta | –   | –   | 1   | 1            |       |
| Raúl González     | –   | –   | 1   | 1            |       |
| Andriy Shevchenko | –   | –   | 1   | 1            |       |
| Samuel Eto'o      | –   | –   | 1   | 1            |       |
| Fernando Torres   | –   | –   | 1   | 1            |       |
| Xavi Hernández    | –   | –   | 1   | 1            |       |

### Palmarés según la nacionalidad
| País         | Vencedores                                                     | 1.º | 2.º | 3.º | Podios |
| ------------ | -------------------------------------------------------------- | --- | --- | --- | ------ |
| Brasil       | Ronaldo, Ronaldinho, Romário, Rivaldo, Roberto Carlos, Kaká    | 8   | 3   | 3   | 14     |
| Francia      | Zinedine Zidane, Thierry Henry, Jean-Pierre Papin              | 3   | 4   | 2   | 9      |
| Países Bajos | Marco van Basten, Dennis Bergkamp                              | 3   | 0   | 2   | 5      |
| Portugal     | Luís Figo, Cristiano Ronaldo                                   | 2   | 2   | 1   | 5      |
| Alemania     | Lothar Matthäus, Oliver Kahn, Jürgen Klinsmann, Thomas Hässler | 2   | 1   | 2   | 5      |
| Italia       | Fabio Cannavaro, Roberto Baggio, Paolo Maldini                 | 2   | 1   | 1   | 4      |
| Argentina    | Gabriel Batistuta, Lionel Messi                                | 1   | 2   | 1   | 4      |
| Liberia      | George Weah                                                    | 1   | 1   | 0   | 2      |
| Inglaterra   | David Beckham, Frank Lampard, Alan Shearer, Gary Lineker       | 0   | 3   | 2   | 5      |
| Bulgaria     | Hristo Stoichkov                                               | 0   | 2   | 0   | 2      |
| España       | Raúl González, Fernando Torres, Xavi Hernández                 | 0   | 0   | 3   | 3      |
| Croacia      | Davor Šuker                                                    | 0   | 0   | 1   | 1      |
| Ucrania      | Andriy Shevchenko                                              | 0   | 0   | 1   | 1      |
| Camerún      | Samuel Eto'o                                                   | 0   | 0   | 1   | 1      |

### Palmarés según el club
| Club                  | Jugadores | 1.º | 2.º | 3.º | Podios |
| --------------------- | --- | --- | --- | --- | ------ |
| Barcelona             | Hristo Stoichkov, Romário, Ronaldo, Rivaldo, Ronaldinho, Samuel Eto'o, Lionel Messi, Xavi Hernández                 | 7   | 6   | 4   | 17     |
| Milan                 | Marco van Basten, George Weah, Paolo Maldini, Andriy Shevchenko, Kaká                                               | 5   | 2   | 1   | 8      |
| Real Madrid           | Roberto Carlos, Davor Šuker, Luís Figo, Ronaldo, Raúl González, Zinedine Zidane, Fabio Cannavaro, Cristiano Ronaldo | 4   | 4   | 4   | 12     |
| Internazionale        | Lothar Matthäus, Dennis Bergkamp, Ronaldo                                                                           | 4   | 1   | –   | 5      |
| Juventus              | Roberto Baggio, Zinedine Zidane, Fabio Cannavaro                                                                    | 4   | –   | 2   | 6      |
| Manchester United     | David Beckham, Cristiano Ronaldo                                                                                    | 1   | 3   | 1   | 5      |
| PSV Eindhoven         | Ronaldo, Romário | 1   | 1   | –   | 2      |
| París Saint-Germain   | George Weah | 1   | –   | –   | 1      |
| Arsenal               | Dennis Bergkamp, Thierry Henry                                                                                      | –   | 2   | 1   | 3      |
| Bayern Múnich         | Oliver Kahn, Jürgen Klinsmann                                                                                       | –   | 1   | 1   | 2      |
| Olympique de Marsella | Jean-Pierre Papin                                                                                                   | –   | 1   | –   | 1      |
| Chelsea               | Frank Lampard | –   | 1   | –   | 1      |
| Tottenham Hotspur     | Gary Lineker, Jürgen Klinsmann                                                                                      | –   | –   | 2   | 2      |
| Roma                  | Thomas Hässler | –   | –   | 1   | 1      |
| Ajax Ámsterdam        | Dennis Bergkamp | –   | –   | 1   | 1      |
| Blackburn Rovers      | Alan Shearer | –   | –   | 1   | 1      |
| Newcastle United      | Alan Shearer | –   | –   | 1   | 1      |
| Fiorentina            | Gabriel Batistuta                                                                                                   | –   | –   | 1   | 1      |
| Liverpool             | Fernando Torres | –   | –   | 1   | 1      |

### Palmarés según liga
| Liga           | Vencedores | 1.º | 2.º | 3.º | Podios |
| -------------- | --- | --- | --- | --- | ------ |
| Serie A        | Van Basten, Matthäus, Baggio, Weah, Maldini, Ronaldo, Zidane, Batistuta, Shevchenko, Cannavaro, Kaká                       | 13  | 5   | 7   | 25     |
| Liga Española  | Stoichkov, Romário, Ronaldo, Roberto Carlos, Šuker, Rivaldo, Figo, Raúl, Zidane, Ronaldinho, Cannavaro, Eto'o, Messi, Xavi | 11  | 8   | 8   | 27     |
| Premier League | Lineker, Klinsmann, Shearer, Bergkamp, Beckham, Henry, Lampard, Cristiano Ronaldo, Torres                                  | 1   | 5   | 6   | 12     |
| Ligue 1        | Papin, Weah | 1   | 1   | –   | 2      |
| Eredivisie     | Bergkamp, Ronaldo | 1   | –   | 1   | 2      |
| Bundesliga     | Klinsmann, Kahn | –   | 1   | 1   | 2      |

## Palmarés femenino
Nota: en negrita ediciones ganadas. En cursiva ediciones finalista.
| Jugador          | 1.º | 2.º | 3.º | Total podios | Notas                                    |
| ---------------- | --- | --- | --- | ------------ | ---------------------------------------- |
| Marta            | 4   | 1   | 1   | 6            | 2004, 2005, 2006, 2007, 2008, 2009       |
| Birgit Prinz     | 3   | 4   | 0   | 7            | 2002, 2003, 2004, 2005, 2007, 2008, 2009 |
| Mia Hamm         | 2   | 2   | 0   | 4            | 2001, 2002, 2003, 2004                   |
| Tiffeny Milbrett | 0   | 1   | 0   | 1            |                                          |
| Kristine Lilly   | 0   | 1   | 0   | 1            |                                          |
| Sun Wen          | 0   | 0   | 2   | 2            |                                          |
| Cristiane        | 0   | 0   | 2   | 2            |                                          |
| Kelly Smith      | 0   | 0   | 1   | 1            |                                          |
| Shannon Boxx     | 0   | 0   | 1   | 1            |                                          |
| Renate Lingor    | 0   | 0   | 1   | 1            |                                          |
| Hanna Ljungberg  | 0   | 0   | 1   | 1            |                                          |
| Fatmire Bajramaj | 0   | 0   | 1   | 1            |                                          |

### Palmarés según la nacionalidad
La tabla de ganadoras se ordena sobre la base de la nacionalidad de las jugadoras (no por la nacionalidad de sus clubes).
| País           | Vencedores                                              | 1.º | 2.º | 3.º | Podios |
| -------------- | ------------------------------------------------------- | --- | --- | --- | ------ |
| Brasil         | Marta, Cristiane                                        | 4   | 2   | 3   | 9      |
| Alemania       | Birgit Prinz, Renate Lingor, Fatmire Bajramaj           | 3   | 4   | 2   | 9      |
| Estados Unidos | Mia Hamm, Tiffeny Milbrett, Kristine Lilly, Shannon Box | 2   | 4   | 1   | 7      |
| China          | Sun Wen                                                 | 0   | 0   | 2   | 2      |
| Inglaterra     | Kelly Smith                                             | 0   | 0   | 1   | 1      |
| Suecia         | Hannah Ljungberg                                        | 0   | 0   | 1   | 1      |

### Palmarés según el club
| Club                   | Vencedores | 1.º | 2.º | 3.º | Podios |
| ---------------------- | ---------- | --- | --- | --- | ------ |
| 1. FFC Fráncfort       |            | 3   | 4   | 1   | 8      |
| Umeå IK                |            | 3   | 1   | 2   | 6      |
| Washington Freedom     |            | 2   | 2   | 0   | 4      |
| Los Angeles Sol        |            | 1   | 0   | 0   | 1      |
| Santos                 |            | 1   | 0   | 0   | 1      |
| KIF Örebro DFF         |            | 0   | 1   | 0   | 1      |
| New York Power         |            | 0   | 1   | 0   | 1      |
| Atlanta Beat           |            | 0   | 0   | 2   | 2      |
| Boston Breakers        |            | 0   | 0   | 1   | 1      |
| VfL Wolfsburgo         |            | 0   | 0   | 1   | 1      |
| 1. FFC Turbine Potsdam |            | 0   | 0   | 1   | 1      |
| Linköping              |            | 0   | 0   | 1   | 1      |
| Corinthians            |            | 0   | 0   | 1   | 1      |